# Pielgrzym Polski (czasopismo emigracyjne)
Pielgrzym Polski. Pismo Polityczne i Literackie – czasopismo polskie okresu Wielkiej Emigracji, wydawane w Paryżu (od 4 listopada 1832 do 25 marca 1833, w 24 numerach). Wydawcą i głównym edytorem był Eustachy Januszkiewicz. Publikował w Pielgrzymie artykuły m.in. Adam Mickiewicz, który był także znaczącym współpracownikiem Pielgrzyma (którego tytuł był zainspirowany jego Księgami narodu polskiego i pielgrzymstwa polskiego).